# Chiropsella
Chiropsella Gershwin, 2006 è un genere di cnidari della famiglia Chiropsalmidae. Le meduse del genere  Chiropsella non sono note per essere particolarmente velenose, al contrario di altre specie di chirodropidi.

## Descrizione
Le cubomeduse del genere Chiropsella hanno numerosi tentacoli che nascono dai pedalia, appendici muscolose alla base della campana, e diverticula, dei sacchetti semplici vicino alla cavità gastro-vascolare.  In particolare, le  Chiropsella si contraddistinguono da diverticula uniti, pieni e a forma di pomello o di rene e dai pedalia unilateri. I tentacoli sono a sezione circolare e variano da 5 a 11, secondo lo stadio di sviluppo della medusa. Essi si dividono in numerose ramificazioni opposte, dalle quali dipartono tentacoli.
Il genere Chiropsella non possiede nematocisti sull'esombrella. I ropali sono protetti da una nicchia a forma di cupola, con un lembo di esombrella rettangolare che ne copre la parte superiore.
Le cubomeduse Chiropsella si distribuiscono nell'Oceano Indiano, dalle coste del Madagascar al nord dell'Australia.

## Specie
- C. bart Gershwin & Alderslade, 2007
- C. bronzie Gershwin, 2006
- C. rudloei Bentlage, 2013
- C. saxoni Gershwin e Ekins, 2015

Inoltre, sovente la specie Chiropsalmus quadrumanus è stata confusa con varie specie del genere Chiropsella, ma la C. quadrumanus è presente nelle acque dell'Atlantico e quindi gli avvistamenti lungo le coste dell'Africa orientale sono probabilmente dovuti ad errori.